# 3 октомври
3 октомври е 276-ият ден в годината според григорианския календар (277-и през високосна). Остават 89 дни до края на годината.

## Събития
- 42 пр.н.е. – Битка при Филипи: Триумвирите Марк Антоний и Октавиан Август водят решителна битка с войската на убийците на Цезар – Марк Юний Брут и Касий.
- 1868 г. – Хуан Прим става министър-председател на Испания.
- 1918 г. – Първа световна война: Цар Фердинанд I абдикира в полза на сина си Борис III и напуска завинаги България.
- 1929 г. – Кралството на сърби, хървати и словенци е преименувано на Кралство Югославия.
- 1932 г. – Ирак придобива независимост от Великобритания.
- 1941 г. – Състои се премиерата на американския криминален филм Малтийският сокол.
- 1942 г. – Вернер фон Браун заедно с други сътрудници на немския изследователски реактивен център в Пенемюнде (Германия) пуска успешно първата в света балистична ракета – Фау-2.
- 1944 г. – Футбол Клуб 1913 се обединява с Раковски под името Раковски ФК.
- 1952 г. – Обединеното кралство провежда Операция Ураган, при която успешно изпробва първата си атомна бомба.
- 1960 г. – Нигерия придобива независимост от Великобритания.
- 1962 г. – Програма Мъркюри: Изстрелян е космическия кораб Мъркюри 8 с астронавта Уоли Шира на борда, който прави шест орбити около Земята за осем часа.
- 1985 г. – Космическата совалка Атлантис прави първия си полет.
- 1990 г. – Влиза в сила договора за повторно обединение на Германия: Германската демократична република престава да съществува и нейната територия става част от Федерална република Германия. Източногерманците стават част от Европейската общност, която по-късно става Европейски съюз.
- 1993 г. – Битката за Могадишу: В опит да заловят високопоставени лица от организацията на военния диктатор Мохамед Фара Айдид в Могадишу (Сомалия), 18 американски войници и около 1000 сомалийски цивилни бойци са убити в тежка престрелка.
- 2009 г. – Турция, Казахстан, Киргизстан и Азербайджан основават Тюркския съвет.

## Родени
- 1458 г. – Свети Казимир, християнски светец († 1484 г.)
- 1819 г. – Евлоги Георгиев, български предприемач († 1897 г.)
- 1858 г. – Елеонора Дузе, италианска драматична актриса († 1924 г.)
- 1885 г. – Георги Кулишев, български политик († 1974 г.)
- 1886 г. – Ален Фурние, френски писател († 1914 г.)
- 1889 г. – Карл фон Осиецки, немски пацифист, Нобелов лауреат († 1937 г.)
- 1891 г. – Морис Виктор Батенберг, британски принц († 1914 г.)
- 1895 г. – Сергей Есенин, руски поет († 1925 г.)
- 1897 г. – Луи Арагон, френски историк, поет, романист и новелист († 1982 г.)
- 1899 г. – Константин Матов, български лекар († 1968 г.)
- 1899 г. – Луи Йелмслев, датски лингвист († 1960 г.)
- 1908 г. – Вазген I, арменски духовник († 1994 г.)
- 1919 г. – Джеймс Бюканън, американски икономист, Нобелов лауреат († 2013 г.)
- 1925 г. – Гор Видал, американски писател († 2012 г.)
- 1928 г. – Алвин Тофлър, американски писател и футурист († 2016 г.)
- 1933 г. – Цветан Марангозов, български писател и драматург († 2021 г.)
- 1935 г. – Чарлс Дюк, американски астронавт
- 1945 г. – Клаус Мерц, швейцарски писател
- 1954 г. – Стиви Рей Вон, американски блус китарист и певец († 1990 г.)
- 1961 г. – Емил Маринов, български футболист
- 1962 г. – Томи Лий, американски музикант (Мотли Крю)
- 1964 г. – Клайв Оуен, британски актьор
- 1969 г. – Гуен Стефани, американска певица (No Doubt)
- 1973 г. – Лина Хеди, английска актриса
- 1976 г. – Шон Уилям Скот, американски актьор и комедиант
- 1977 г. – Владимир Николов, български волейболист
- 1979 г. 
  - Евгения Алексиева, български политик
  - Карло Албан, еквадорски актьор
- 1980 г. – Линдзи Келк, английска писателка
- 1981 г. – Златан Ибрахимович, шведски футболист
- 1981 г. – Клаудио Писаро, перуански футболист
- 1982 г. – Тимо Глок, немски автомобилен състезател
- 1984 г. – Ашли Симпсън, американска певица и актриса
- 1988 г. – Ейсап Роки, американски рапър
- 1988 г. – Алисия Викандер, шведска актриса
- 1996 г. – Анджей Джандев, български политик и инженер

## Починали
- 1226 г. – Франциск от Асизи, италиански духовник (* 1181 г.)
- 1568 г. – Елизабет Валоа, съпруга на Филип II (* 1545 г.)
- 1896 г. – Уилям Морис, английски дизайнер, художник, писател и социалист (* 1834 г.)
- 1929 г. – Густав Щреземан, канцлер на Германия, Нобелов лауреат (* 1878 г.)
- 1931 г. – Стефан Белов, български военен деец (* 1860 г.)
- 1937 г. – Александър Чаянов, руски агроном и писател (* 1888 г.)
- 1964 г. – Стоян Атанасов, български книгоиздател (* 1881 г.)
- 1977 г. – Асен Павлов, български политик (* 1898 г.)
- 1987 г. – Жан Ануи, френски писател (* 1910 г.)
- 1990 г. – Север Гансовски, руски писател (* 1918 г.)
- 1999 г. – Акио Морита, японски предприемач (* 1921 г.)
- 2004 г. – Джанет Лий, американска актриса (* 1927 г.)
- 2016 г. – Люпка Димитровска, хърватска поп певица родом от Македония (* 1946 г.)

## Празници
- Европейски ден на птиците
- Германия – Ден на германското единство (1990 г., национален празник)